# Computer Quarterback
Computer Quaterback est un jeu vidéo de simulation de football américain créé par Danielle Bunten Berry et publié par Strategic Simulations en septembre 1980 sur Apple II puis porté sur Atari 8-bit et Commodore 64.

## Système de jeu
Computer Quaterback est un jeu de simulation de football américain qui se focalise sur la stratégie et les statistiques plutôt que sur l’action. Il peut se jouer seul contre l’ordinateur ou contre un autre joueur. Il propose deux modes de jeu, semi-pro et professionnel, qui se distinguent par la variété des tactiques offensives et défensives proposées et le temps dont chaque joueur dispose pour définir ces stratégies. Dans le mode semi-pro, les équipes sont générées automatiquement par le programme alors que dans le mode professionnel, les joueurs peuvent créer leurs propres équipes. Pour cela, ils se voient allouer environ trois millions de dollars qu’ils doivent répartir dans douze catégories qui correspondent aux différentes postes: split end, tight end, wide receiver, fullback, halfback, quarterback, ligne offensive, ligne défensive, linebacker, deep back, escouade spéciale et kicker. La somme ainsi dépensé détermine la qualité des joueurs acheté par l’équipe pour chaque catégorie. Les joueurs peuvent ainsi créer différents types d’escouade en consacrant plus ou moins d’argent à certaines positions. En dépensant une somme importante pour un quarterback et les receveurs, il peut ainsi favoriser une attaque basé sur le jeu de passe alors qu’en consacrant la même somme pour un halfback, un fullback et sa ligne offensive, il favorise une attaque toute en puissance.
Un match se déroule en temps réel. Pendant ce dernier, l’écran est divisé en deux parties avec à gauche un rectangle, représentant le terrain, et à droite les différentes informations sur le match, dont la position des joueurs. Ces derniers sont représentés par des X et des O qui permettent de visualiser les formations offensive et défensive des deux équipes,. Seul le ballon de football américain est animé et les joueurs ne se déplacent pas au cours d’une action de jeu. Les autres informations sur le match sont affichées par l'intermédiaire de textes. À chaque phase de jeu, les joueurs choisissent la tactique offensive ou défensive de leur équipe, sans connaitre celle choisie par l’équipe adverse. Chaque tactique à ses avantages et ses inconvénients. Dans le mode professionnel, le jeu propose 36 tactiques offensives et 24 tactiques défensives différentes, et dans le mode semi-pro, seulement 18 tactiques offensives et 14 tactiques défensives,. Le choix de la tactique s’effectue au paddle dans un temps limité au terme duquel le joueur n’ayant pas défini sa stratégie se voit attribuer une pénalité. Chaque équipe dispose de trois temps morts, qui peuvent durer jusqu’à deux minutes, pour chaque mi-temps.

## Développement
Computer Quarterback est initialement programmé par Danielle Bunten Berry pour un usage strictement personnel, afin de jouer au travail avec ses amis. Le jeu ne permet au départ que de jouer à deux mais, à la suite d'une requête de Strategic Simulations, Danielle Bunten y ajoute la possibilité de jouer seul. Le jeu est publié par Strategic Simulations en septembre 1980 sur Apple II,. Il est ensuite porté sur Commodore 64 en octobre 1984 puis sur Atari 8-bit en juillet 1985. Le jeu bénéficie de plusieurs disquettes additionnelles incluant les statistiques des équipes de différentes saisons de la National Football League,.

## Accueil
À sa sortie en 1980, la version Apple II de Computer Quarterback fait l’objet d’une critique positive dans le magazine Softalk. Son auteur note tout d’abord que la plupart des jeux de sport sur Apple II sont des jeux d’arcade et salue donc l’arrivée de ce nouveau titre qui prouve, selon-lui, qu’il est possible de produire un « excellent » jeu de simulation sportive. Il estime en effet que malgré l’absence de véritable graphisme, celui-ci surpasse les simulations sportives sur table que ce soit en termes de stratégie, de possibilités ou de réalisme avant d’ajouter qu’il est de plus bien plus rapide que le véritable football américain. Il juge ainsi que les fans et les joueurs de ce sport y trouveront leur compte, avant de conclure que compte tenu des précédents jeux publiés par Strategic Simulations, comme Computer Bismarck et Computer Ambush, il n’est pas surprenant que celui-ci « déborde de qualités, de complexité et d’attention ».
Rétrospectivement, le jeu est également salué par le journaliste Rick Teverbaugh dans un dossier consacré aux jeux de sport publié en 1985 dans le magazine Computer Gaming World. Celui-ci estime en effet qu’en matière de football américain, Computer Quarterback « surpasse ses concurrents » de l’époque lorsqu’il s’agit de simuler la complexité des matches de la National Football League et que, malgré des graphismes assez pauvres, il « parvient à retranscrire les sensations » de ce sport grâce notamment aux nombreuses stratégies proposées et à la possibilité de créer ses propres équipes. Dans un dossier similaire publié en 1986 dans le magazine Ahoy! , les journalistes Bill Kunkel et Arnie Katz estiment eux aussi que ses graphismes sont limités mais jugent qu’il ajoute en revanche une nouvelle dimension en termes de stratégie avec les variations de tactiques qu’il propose. 
Dans sa critique publié en 1987, le journaliste du magazine Tilt souligne lui aussi le côté très rudimentaire de ses graphismes même s’il estime que, pour ce genre de jeu, cela n’a pas vraiment d’importance. Plus globalement, il juge le programme « complexe et intéressant » et estime qu’il risque de passionner les amateurs de football américain, mais aussi de laisser indifférents les autres compte tenu de sa difficulté.
Avec Computer Baseball, Computer Quarterback est l’un des deux plus gros succès des premières années d’existence de Strategic Simulations avec plus de 20 000 exemplaires vendus. C’est également le premier jeu publié par le studio à avoir été développé en externe. Son succès va ainsi convaincre Joel Billings de l’intérêt d’externaliser le développement des jeux qu’il publie.